# Ашанинка (язык)
Ашанинка, или Кампа (Asháninca, Campa) — аравакский язык, на котором говорит народ кампа, который проживает на реках и притоках Перене, Тамбо и Эне на реке Апуримак в Перу. Название «кампа» считается частью носителей этого языка оскорбительным.
Как и все языки, которые преобладают в том или ином регионе Перу, кампа является официальным языком в том регионе, в которой на нём говорят, как это предусмотрено Конституцией страны.